# Aguda
Aguda est une freguesia portugaise située dans le District de Leiria.
Avec une superficie de 38,47 km2 et une population de 1 394 habitants (2001), la paroisse possède une densité de 36,2 hab/km2.

## Villages
- Abrunheira
- Aguda
- Almofala de Baixo
- Casal de Sao Simao
- Casal Velho
- Cercal
- Chimpeles
- Coelheira
- Lomba de Casa
- Moninhos Cimeiros
- Moninhos Fundeiros
- Perraria de Sao Joao